# Nguyễn Ngọc Thanh (tướng công an)
Nguyễn Ngọc Thanh (sinh năm 1965) là một tướng lĩnh của lực lượng Công an nhân dân Việt Nam với quân hàm Thiếu tướng. Ông hiện giữ chức vụ Phó Tư lệnh Bộ Tư lệnh Cảnh sát Cơ động (Việt Nam). Ông nguyên là Phó Giám đốc Công an tỉnh Điện Biên, nguyên Cục trưởng Cục Tham mưu tác chiến, Bộ Tư lệnh Cảnh sát Cơ động (Việt Nam).

## Xuất thân
Nguyễn Ngọc Thanh sinh năm 1965, quê quán tại huyện Thái Thụy, tỉnh Thái Bình.

## Sự nghiệp
Nguyễn Ngọc Thanh là đảng viên Đảng Cộng sản Việt Nam.
Trước tháng 7 năm 2018, ông là Cục trưởng Cục Tham mưu tác chiến, Bộ Tư lệnh Cảnh sát Cơ động (Việt Nam).
Chiều ngày 20 tháng 7 năm 2018, Bộ trưởng Bộ Công an đã có Quyết định bổ nhiệm Đại tá Nguyễn Ngọc Thanh, Cục trưởng Cục Tham mưu tác chiến, Bộ Tư lệnh Cảnh sát Cơ động đến nhận công tác và giữ chức vụ Phó Giám đốc Công an tỉnh Điện Biên.
Ngày 6 tháng 4 năm 2020, ông được Bộ trưởng Bộ Công an Tô Lâm bổ nhiệm giữ chức vụ Phó Tư lệnh Bộ Tư lệnh Cảnh sát Cơ động (Việt Nam).
Trước tháng 9 năm 2020, ông được Chủ tịch nước Cộng hòa xã hội chủ nghĩa Việt Nam Nguyễn Phú Trọng phong quân hàm Thiếu tướng Công an nhân dân Việt Nam.

## Lịch sử thụ phong quân hàm
| Năm thụ phong | –      | 2020        |
| ------------- | ------ | ----------- |
| Quân hàm      |        |             |
| Cấp bậc       | Đại tá | Thiếu tướng |